# David Gell
David Edgar Gell né le 23 août 1929 au Canada et mort le 8 décembre 2023, est un animateur de radio canadien.

## Biographie
Il travaille d'abord pour la radio CFAC à Calgary. En venant en Europe, il est au micro de Radio Luxembourg puis de BBC Light Programme, BBC Radio 1 et BBC Radio 2.
Il présente les programmes les plus populaires de la BBC, notamment Top Ten Game de 1965 à 1966.
En 1958, il est présentateur pour la télévision ITV Granada du jeu Concentration. En 1970, David Gell est le commentateur pour le Royaume-Uni du Concours Eurovision de la chanson.
Gell présente plus tard une autre émission de vote sur BBC Radio 2, European Pop Jury, où  les adolescents des pays européens votent pour la meilleure des deux chansons que chaque nation présente. Il est diffusé une mois au Royaume-Uni, en Irlande, en Allemagne, en Espagne, en Norvège, en Suède et en Finlande.
En 1980, Gell est animateur radio au Canada où il prend sa retraite dans les années 2000. Il aide sa fille Rosemary. C. Gell dans sa société Golden Muse Productions qui produit du théâtre musical.